# Christian Heinrich Trosiener
Christian Heinrich Trosiener (* 7. März 1730 in Danzig, Polnisch-Preußen; † 17. Januar 1797 in Stutthof bei Danzig, Westpreußen, Königreich Preußen) war ein deutscher Kaufmann und Ratsherr in Danzig und Großvater des Philosophen Arthur Schopenhauer.

## Leben

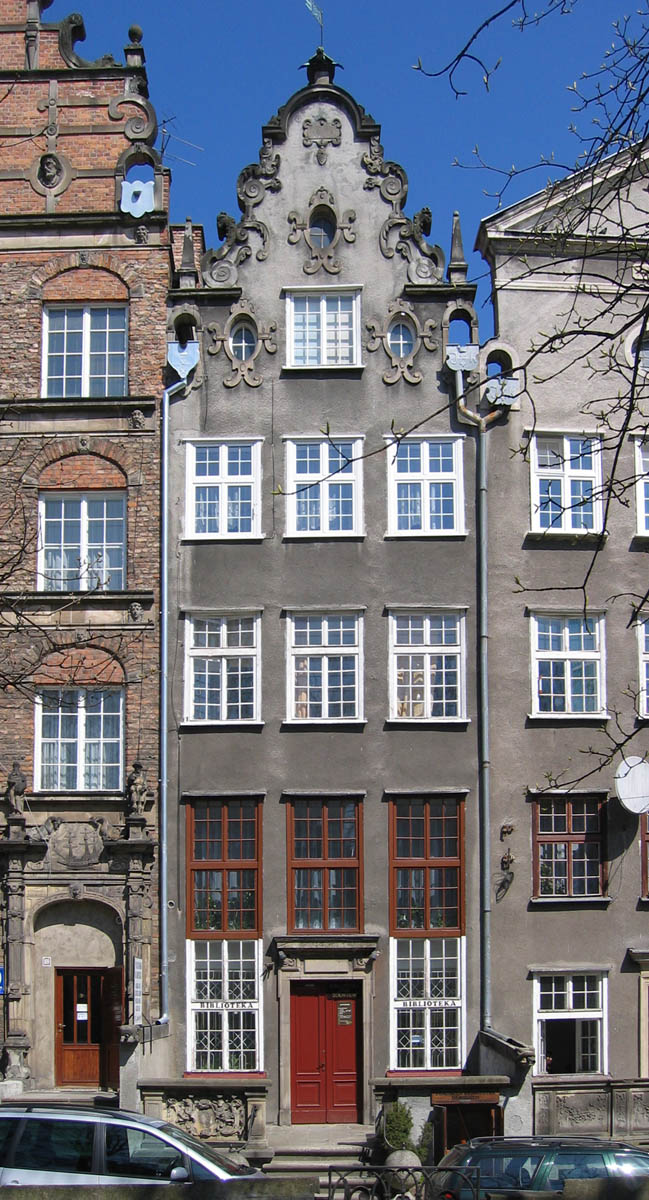
Schildkrötenhaus in Danzig

Die Familie väterlicherseits stammte aus dem Herzogtum Preußen. Der Vater Christian Trosiener (1693–1767) war Schuhmacher in Altschottland bei Danzig, die Mutter war Anna Maria, geborene Kropp.
Christian Heinrich Trosiener wurde der erste bekannte Kaufmann in der Familie. Er handelte vor allem mit Städten wie Warschau, St. Petersburg und Moskau, aber auch mit Italien und Frankreich, wo er einige Zeit in Lyon war.
Seit 1764 war Christian Heinrich Trosiener Mitglied der Fischerzunft und ab 1776 deren erster Quartiermeister. Er war ebenfalls Mitglied der Krämergilde und zeitweise deren Vorsitzender. Trosiener wurde als Mitglied der Dritten Ordnung, der Vertreter der Mittelschicht, Mitglied des Stadtrats von Danzig und bekleidete mehrere Funktionen in Kommissionen, die für Schul-, Bau- und
finanzielle Angelegenheiten zuständig waren. Er war auch Vorsteher der Johanniskirche, in der die Familie eine Loge hatte.
Ab etwa 1763 besaß Trosiener das Schildkrötenhaus in der Heilige-Geist-Gasse 81 (heute Ulica Świętego Ducha 111). 1788 pachtete er die Domäne Stutthof bei Danzig und verkaufte im folgenden Jahr das Haus in Danzig.

## Familie
Christian Heinrich Trosiener war seit 1763 mit Elisabeth Lehmann (1745–1818), der Tochter des Danziger Apothekers Georg Lehmann (gestorben 1762) und seine Frauen Susanna Concordia Lehmann, geborene Neumann (wurde geboren 1718) verheiratet. Sie hatten fünf Kinder:
- Georg Heinrich (1765)
- Johanna (1766–1838), – im Jahr 1785 heiratete sie den Kaufmann Heinrich Floris Schopenhauer (1747–1805), Mutter des Philosophen Arthur Schopenhauer.
- Charlotte Elizabeth (1768–1828), heiratete Felix Ratzky
- Anna (1769–1814)
- Juliane Dorothea (1773–1849)